# A World to Believe In
A World to Believe In (あなたがいる限り?, Anata ga Iru Kagiri, lett. Finché sei con me) è una canzone registrata dalla cantante canadese Céline Dion, tratta dal suo decimo album in studio in inglese, Taking Chances (2007). Il brano scritto da Tino Izzo e Rosanna Ciciola e prodotto dal vincitore del Grammy Award, John Shanks, è stato re-inciso in duetto con la cantante giapponese Yuna Ito e pubblicato come secondo singolo promozionale di Taking Chances il 16 gennaio 2008 in Giappone.
La canzone è stata pubblicata come singolo principale del greatest hits della Dion, Complete Best (2008) e inclusa nell'album della Ito, Wish (2008).

## Antefatti, contenuti e successo commerciale
Il brano fu inciso da Celine Dion una prima volta in versione solista per essere poi registrato nuovamente nell'ottobre 2007 come duetto anglo-giapponese con la cantante Yuna Ito; in questa occasione il brano fu ribattezzato あ な た が い る 限 り: A World to Believe In. La collaborazione tra lei e Yuna nacque quando la Dion ascoltò, rimanendone colpita la cover di My Heart Will Go On, cantata dalla Ito e inclusa sull'album tributo pubblicato solo in Giappone il 26 settembre 2007, Tribute to Céline Dion. La canzone è presente anche nell'album Wish di Yuna.
A World to Believe In segue Akaneiro no Yakusoku (del gruppo giapponese Ikimono-gakari) come nona canzone commerciale televisiva del servizio di telefonia cellulare LISMO, trasmessa dal 1º dicembre 2007.
Il singolo debuttò all'ottava posizione della Oricon Singles Chart con 11 778 copie vendute. Nella sua seconda settimana scese alla numero ventidue con una vendita di 5 399 copie in più. Dopo otto settimane, il singolo vendette 24 105 copie in totale.
あ な た が い る 限 り: A World to Believe In (U.S.A. mix) apparse successivamente come il primo brano di Complete Best, greatest hist della Dion pubblicato il 27 febbraio 2008 in Giappone.
Durante il tour in Giappone Taking Chances World Tour, Céline Dion e Yuna Ito duettarono dal vivo sulle note del brano. La Ito fu invitata anche ad aprire i concerti giapponesi della Dion.

## Videoclip musicale
Il videoclip musicale di A World to Believe In fu girato a Las Vegas nell'ottobre 2007 e mostra Céline Dion e Yuna Ito in studio di registrazione mentre cantano la loro canzone. Il videoclip, pubblicato il 6 dicembre 2007, e ottenne una nomination agli MTV Video Music Awards Japan nella categoria Miglior Collaborazione.
Il videoclip è stato inserito anche nella raccolta Ultimate Box (2008).

## A World to Believe In: Himiko Fantasia
La melodia di A World to Believe In è stata re-arrangiata per il film Maboroshi no Yamataikoku, con protagonista Sayuri Yoshinaga. Contestualmente furono aggiunti i testi giapponesi. Céline Dion re-incise il brano per il film, presentato in anteprima il 1º novembre 2008. Il singolo e la colonna sonora furono pubblicati in Giappone il 22 ottobre 2008.
L'uscita del CD singolo coincise con quella di My Love: Essential Collection, il greatest hits della Dion che non fu pubblicato in Giappone, dove già uscì Complete Best (2008). Tuttavia, per evitare che i giapponesi non fossero esclusi dalla nuova uscita, nel CD singolo furono inclusi due brani inediti presenti nella raccolta: My Love in versione live e There Comes a Time.

## Formati e tracce
CD Singolo Promo (Giappone) (Studioseven Recordings: SDCR80445)
1. A World to Believe In (testo: Tino Izzo, Rosanna Ciciola, Natsumi Kobayashi – musica: Tino Izzo, Rosanna Ciciola)

CD Singolo Promo (Giappone) (Epic: EDCI 80316)
1. A World to Believe In
2. Happy X-Mas (War Is Over)

CD Singolo (Giappone) (Studioseven Recordings: SRCL 6696)
1. あなたがいる限り: A World to Believe In
2. あなたがいる限り: A World to Believe In (U.S.A. Mix)
3. あなたがいる限り: A World to Believe In (Yuna Ito Solo Ver.)
4. あなたがいる限り: A World to Believe In (Instrumental)

CD Singolo (Giappone) (Epic: EICP 1069)
1. A World To Believe In (Himiko Fantasia)
2. A World To Believe In (Album Version)
3. My Love (Live)
4. There Comes a Time

## Versioni ufficiali
- A World to Believe In (Himiko Fantasia) – 4:10
- あなたがいる限り: A World to Believe In (Album Version) – 4:08
- あなたがいる限り: A World to Believe In (Instrumental) – 4:08
- あなたがいる限り: A World to Believe In (U.S.A. Mix) – 4:08
- あなたがいる限り: A World to Believe In (Yuna Ito Solo Ver.) – 4:08

## Classifiche
| Classifica (2008) | Posizione massima |
| ----------------- | ----------------- |
| Giappone          | 8                 |

## Crediti e personale
Registrazione
- Registrato ai Bunkamura Studio di Tokyo (JP); Aobadai Studio di Tokyo (JP); Studio At The Palms di Las Vegas (NV)

Personale
- Masterizzato da - Vlado Meller, Yuji Chinone
- Mixato da - Chris Lord-Alge, Takeshi Hara
- Musica di - Rosanna Ciciola, Tino Izzo
- Produttore - John Shanks, Kenji Tamai
- Registrato da - Jeff Rothschild, Shigeru Tanida
- Testi di - Rosanna Ciciola, Tino Izzo
- Testi di (adattamento giapponese) - Natsumi Kobayashi

## Cronologia di pubblicazione
| Paese    | Data            | Formato |
| -------- | --------------- | ------- |
| Giappone | 16 gennaio 2008 | CD      |
| Giappone | 22 ottobre 2008 | CD      |